# Plavání na otevřené vodě na mistrovství Evropy v plaveckých sportech 2006
Závody v plavání na otevřené vodě na mistrovství Evropy v plaveckých sportech za rok 2006 proběhly v Budapešti v Maďarsku ve dnech 26. července až 6. srpna 2006.
Následující ročník 2008 proběhl jako samostné mistrovství Evropy v plavání na otevřené vodě.

## Česká stopa
Česko reprezentovalo 4 závodníci.
V závodě na 5 km žen startovalo 25 závodnic – Jana Pechanová (*1981) z KPSP Kometa Brno obsadila dělené 3. místo a vybojovala bronzovou medaili a Yvetta Hlaváčová (*1975) z VSK Univerzita Brno 16. místo. V plaveckém maratonu na 10 km žen startovalo 27 závodnic – Jana Pechanová (*1981) z KPSP Kometa Brno obsadila 3. místo a vybojovala bronzovou medaili a Yvetta Hlaváčová (*1975) z VSK Univerzita Brno závod vzdala.
V závodě na 5 km mužů startovalo 25 závodníků – Jakub Fichtl (*1984) z SK Radbuza Plzeň obsadil 13. místo. V plaveckém maratonu na 10 km startovalo 28 závodníků – Rostislav Vítek (*1976) z KPSP Kometa Brno obsadil 16. místo a Jakub Fichtl (*1984) z SK Radbuza Plzeň 17. místo. V závodě na 25 km mužů startovalo 15 závodníků – Rostislav Vítek (*1976) z KPSP Kometa Brno obsadil 6. místo.

## Výsledky
| Muži                      | Zlato                           | Zlato     | Stříbro                       | Stříbro   | Bronz                                       | Bronz     |
| ------------------------- | ------------------------------- | --------- | ----------------------------- | --------- | ------------------------------------------- | --------- |
| 5 km                      | Thomas Lurz (GER)               | 56:00,1   | Christian Hein (GER)          | 56:01,1   | Simone Ercoli (ITA)                         | 56:01,8   |
| plavecký maraton na 10 km | Thomas Lurz (GER)               | 1:58:12,1 | Maarten van der Weijden (NED) | 1:58:13,5 | Christian Hein (GER)                        | 1:58:16,6 |
| 25 km                     | Gilles Rondy (FRA)              | 5:10:17,3 | Anton Sanačov (RUS)           | 5:10:18,2 | Stéphane Gomez (FRA)                        | 5:10:19,3 |
| Ženy                      | Zlato                           | Zlato     | Stříbro                       | Stříbro   | Bronz                                       | Bronz     |
| 5 km                      | Jekatěrina Seliverstovová (RUS) | 1:01:50,8 | Cathy Dietrichová (FRA)       | 1:01:52,3 | Jana Pechanová (CZE) Larisa Ilčenková (RUS) | 1:01:52,4 |
| plavecký maraton na 10 km | Angela Maurerová (GER)          | 2:07:10,8 | Rita Kovácsová (HUN)          | 2:07:14,3 | Jana Pechanová (CZE)                        | 2:07:15,6 |
| 25 km                     | Angela Maurerová (GER)          | 5:35:19,1 | Natalija Pankinová (RUS)      | 5:35:25,1 | Stefanie Billerová (GER)                    | 5:35:29,5 |

## Medailová bilance
V plavání na otevřené vodě se rozdělilo celkem 6 sad medailí.
| Pořadí | Stát             |       | Muži    | Muži  | Muži  |         | Ženy  | Ženy  | Ženy    |       | Muži + Ženy | Muži + Ženy | Muži + Ženy | Celkem |
| Pořadí | Stát             | Zlato | Stříbro | Bronz | Zlato | Stříbro | Bronz | Zlato | Stříbro | Bronz |             |             |             | Celkem |
| ------ | ---------------- | ----- | ------- | ----- | ----- | ------- | ----- | ----- | ------- | ----- | ----------- | ----------- | ----------- | ------ |
| 1.     | Německo (GER)    |       | 2       | 1     | 1     |         | 2     | 0     | 1       |       | 4           | 1           | 2           | 7      |
| 2.     | Rusko (RUS)      |       | 0       | 1     | 0     |         | 1     | 1     | 1       |       | 1           | 2           | 1           | 4      |
| 3.     | Francie (FRA)    |       | 1       | 0     | 1     |         | 0     | 1     | 0       |       | 1           | 1           | 1           | 3      |
| 4.     | Maďarsko (HUN)   |       | 0       | 0     | 0     |         | 0     | 1     | 0       |       | 0           | 1           | 0           | 1      |
| 4.     | Nizozemsko (NED) |       | 0       | 1     | 0     |         | 0     | 0     | 0       |       | 0           | 1           | 0           | 1      |
| 6.     | Česko (CZE)      |       | 0       | 0     | 0     |         | 0     | 0     | 2       |       | 0           | 0           | 2           | 2      |
| 7.     | Itálie (ITA)     |       | 0       | 0     | 1     |         | 0     | 0     | 0       |       | 0           | 0           | 1           | 1      |
| Celkem | Celkem           |       | 3       | 3     | 3     |         | 3     | 3     | 3       |       | 6           | 6           | 6           | 18     |